# ديفيد هالبيرج
ديفيد هالبيرج (بالإنجليزية: David Hallberg)‏ هو مصمم رقص وراقص باليه أمريكي، ولد في 18 مايو 1982 في رابيد سيتي في الولايات المتحدة.

## وصلات خارجية
- الموقع الرسمي
- ديفيد هالبيرج على موقع IMDb (الإنجليزية)
- ديفيد هالبيرج على موقع قاعدة بيانات الفيلم (الإنجليزية)
- ديفيد هالبيرج على موقع كينوبويسك (الروسية)